# Winterborne Clenston
Winterborne Clenston est une paroisse civile et un village du Dorset, en Angleterre.